# Star City (Virginia Occidentale)
Star City è un comune degli Stati Uniti d'America, situato nello Stato della Virginia Occidentale, nella Contea di Monongalia.